# Pałac Weißenstein w Pommersfelden
Pałac Weißenstein (niem. Schloss Weißenstein) – pałac w stylu barokowym w Pommersfelden w Niemczech.

## Historia
Pałac w Pommersfelden został wzniesiony przez księcia-biskupa Bambergu i arcybiskupa Moguncji Lothara Franza von Schönborna, według projektu Johanna Dientzenhofera oraz Johanna Lucasa von Hildebrandta. Stajnie wybudowano według projektu Maximiliana von Welscha. Prace trwały w latach 1711-1718. Jako materiału użyto lokalnych piaskowców. Pałac, jako rezydencja letnia, pozostaje własnością rodziny Schönbornów.

## Kolekcje
W pałacu przechowywana jest największa prywatna kolekcja malarstwa barokowego w Niemczech, obejmująca ponad 600 dzieł. Wśród posiadanych obrazów z epoki renesansu i baroku, znajdują się dzieła m.in.: Petera Paula Rubensa, Albrechta Dürera, Tycjana, Rembrandta i Van Dycka.